# Maxell
Hitachi Maxell (Hitachi Makuseru) (TYO: 6810), ou Maxell, é uma empresa Japonesa conhecida por fabricação de eletrônicos. Seus principais produtos são baterias, CD, DVD, fitas VHS. Em 4 de março de 2008, Maxell anunciou que não mais fabricaria disco ótico começando a subcontratar sua produção.
Iniciou suas atividades em 1960, no Japão, tendo aberto sua filial no Brasil em 1999.

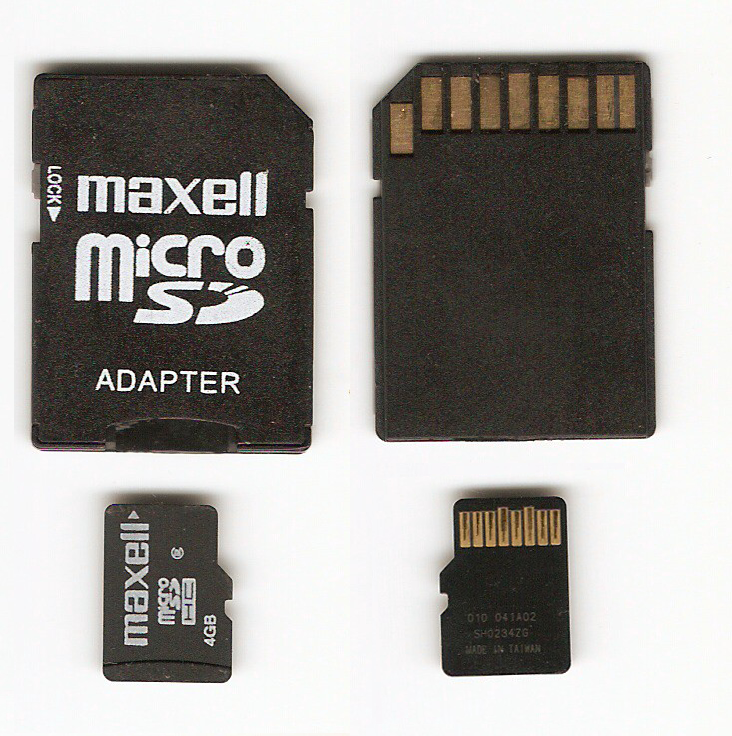
Cartão micro SD da Maxell

No Brasil, foi três vezes consecutivas, escolhida como líder na categoria “Mídias Digitais (CDs e DVDs)”. Na categoria Pilhas e Baterias, aparece em 4º.Lugar.